# Nowy Skoszyn
Nowy Skoszyn est une localité polonaise de la gmina de Waśniów, située dans le powiat d'Ostrowiec en voïvodie de Sainte-Croix.